# سجاد حیدری
سجاد حیدری (زادهٔ ۲۴ تیر ۱۳۷۱ - رفسنجان) یک بازیکن فوتبال اهل ایران است.
از باشگاه‌هایی که در آن بازی کرده‌است می‌توان به نیروی زمینی تهران، مس رفسنجان و خیبر خرم‌آباد اشاره کرد.